# Jugador Mundial de la FIH
El Jugador Mundial de la FIH es un premio individual que la Federación Internacional de Hockey (FIH) decidió instaurar en el año 1998 con el objetivo de reconocer al mejor jugador y a la mejor jugadora del mundo. Así mismo desde el año 2001 también entrega los correspondientes galardones para los sub-23.

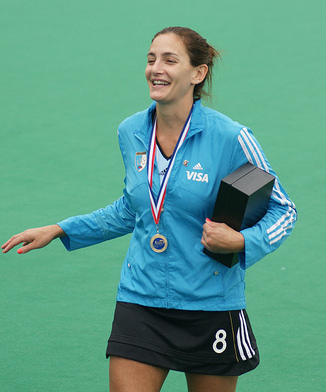
Luciana Aymar, es la única jugadora de hockey en ganar el premio de "Mejor jugadora del Mundo" en ocho ocasiones.

## Historial
| Año  | Mejor Jugador        | Mejor Jugadora             | Mejor Jugador Joven  | Mejor Jugadora Joven |
| ---- | -------------------- | -------------------------- | -------------------- | -------------------- |
| 1998 | Stephan Veen         | Alyson Annan               |                      |                      |
| 1999 | Jay Stacy            | Natascha Keller            |                      |                      |
| 2000 | Stephan Veen         | Alyson Annan               |                      |                      |
| 2001 | Florian Kunz         | Luciana Aymar              | Tibor Weissenborn    | Angie Skirving       |
| 2002 | Michael Green        | Cecilia Rognoni            | Jamie Dwyer          | Soledad García       |
| 2003 | Teun de Nooijer      | Mijntje Donners            | Grant Schubert       | Maartje Scheepstra   |
| 2004 | Jamie Dwyer          | Luciana Aymar              | Santi Freixa         | Soledad García       |
| 2005 | Teun de Nooijer      | Luciana Aymar              | Robert van der Horst | Maartje Goderie      |
| 2006 | Teun de Nooijer      | Minke Booij                | Christopher Zeller   | Park Mi-hyun         |
| 2007 | Jamie Dwyer          | Luciana Aymar              | Mark Knowles         | Maike Stöckel        |
| 2008 | Pol Amat             | Luciana Aymar              | Eddie Ockenden       | Maartje Paumen       |
| 2009 | Jamie Dwyer          | Luciana Aymar Naomi van As | Ashley Jackson       | Casey Eastham        |
| 2010 | Jamie Dwyer          | Luciana Aymar              | Tobias Hauke         | Zhao Yudiao          |
| 2011 | Jamie Dwyer          | Maartje Paumen             | Matthew Swann        | Stacey Michelsen     |
| 2012 | Moritz Fürste        | Maartje Paumen             | Florian Fuchs        | Anna Flanagan        |
| 2013 | Tobias Hauke         | Luciana Aymar              | Christopher Rühr     | Maria Verschoor      |
| 2014 | Mark Knowles         | Ellen Hoog                 | Gonzalo Peillat      | Florencia Habif      |
| 2015 | Robert van der Horst | Lidewij Welten             | Christopher Rühr     | Lily Owsley          |
| 2016 | John-John Dohmen     | Naomi van As               | Arthur van Doren     | María José Granatto  |
| 2017 | Arthur Van Doren     | Delfina Merino             | Arthur Van Doren     | María José Granatto  |
| 2018 | Arthur Van Doren     | Eva de Goede               | Arthur de Sloover    | Lucina von der Heyde |
| 2019 | Manpreet Singh       | Eva de Goede               | Vivek Prasad         | Lalremsiami Hmarzote |
| 2021 | Harmanpreet Singh    | Gurjit Kaur                | Vivek Prasad         | Sharmila Devi        |
| 2022 | Harmanpreet Singh    | Felice Albers              | Timothée Clément     | Mumtaz Khan          |
| 2023 | Hardik Singh         | Xan de Waard               | Gaspard Xavier       | Teresa Lima          |
| 2024 | Harmanpreet Singh    | Yibbi Jansen               | Sufyan Khan          | Zoe Díaz             |